# Stephon Marbury
Stephon Xavier Marbury (ur. 20 lutego 1977 w Nowym Jorku) – amerykański koszykarz, grający na pozycji rozgrywającego, uczestnik spotkań gwiazd NBA, brązowy medalista olimpijski, trzykrotny mistrz chińskiej ligi CBA z Beijing Ducks (2012, 2014, 2015).
W 1995 wystąpił w meczu wschodzących gwiazd - Nike Hoop Summit oraz McDonald’s All-American.
Podczas draftu w 1996 roku, wybrany przez zespół Milwaukee Bucks z numerem czwartym. Tej samej nocy, został wymieniony za Raya Allena do drużyny Minnesota Timbervolwes, gdzie dołączył do Kevina Garnetta. W debiutanckim sezonie 1996/1997 zajął drugie miejsce w głosowaniu na debiutanta roku NBA. W trakcie kolejnych lat, grał w takich drużynach jak New Jersey Nets, Phoenix Suns, aby, w sezonie 2003/04 dołączyć do klubu ze swojego rodzinnego miasta - New York Knicks.
W sezonie 2007/08 ze względu na kontuzje zagrał tylko w 24 meczach. W kolejnym był on najlepiej zarabiającym graczem ligi, jego płaca w owym sezonie to aż 21,9 mln dolarów. Jednakże, na skutek konfliktów z trenerem oraz innymi zawodnikami New York Knicks zagrał jedynie w kilku meczach rozgrywek przedsezonowych. Pod koniec lutego 2009 władze klubu doszły z nim do porozumienia co do wykupienia i zerwania przez niego kontraktu. Tuż po tym podpisał kontrakt z drużyną Boston Celtics, który nie został przedłużony po zakończeniu sezonu. W sezonie 2009-2010 grał w chińskiej lidze w klubie Shanxi Zhongyu. Klub obiecał pomagać Marbury'emu w promocji jego linii butów „Starbury”.
W sezonie 2011/12 Marbury razem z drużyną Beijing Ducks zdobył mistrzostwo ligi chińskiej. W decydującym o tytule meczu zdobył 41 punktów, dzięki czemu został wybrany najlepszym graczem finałów. W ramach podziękowania, władze klubu zdecydowały się postawić mu pomnik.
Stephon Marbury był jednym z zawodników drużyny amerykańskiej występującej na Letnich Igrzyskach Olimpijskich w Atenach w 2004 roku. Zespół został mocno skrytykowany, ponieważ pierwszy raz w historii jego występów na Igrzyskach, drużyna składająca się z gwiazd NBA, przegrała mecz oraz nie zdobyła złotego medalu, lecz brązowy. Jednakże do Marbury'ego należał amerykański rekord największej liczby zdobytych punktów (31) w trakcie jednego meczu na Olimpiadzie. Rekord ten pobił dopiero Carmelo Anthony w spotkaniu przeciwko Nigerii podczas igrzysk w Londynie.
W lutym 2018 zakończył karierę sportową.
Jego kuzynem jest koszykarz Sebastian Telfair.

## Osiągnięcia

### NCAA
- Uczestnik rozgrywek Sweet Sixteen turnieju NCAA (1996)
- Mistrz sezonu regularnego konferencji Atlantic Coast (1996)
- Najlepszy pierwszoroczny zawodnik ACC (1996)[8]

### NBA
- 2-krotny uczestnik meczu gwiazd NBA (2001, 2003)
- Zaliczony do:
  - I składu debiutantów NBA (1997)[9]
  - III składu NBA (2000, 2003)[10]
- Zawodnik tygodnia konferencji wschodniej NBA (27.12.2004–2.01.2005)[11]
- Debiutant miesiąca NBA (styczeń 1997)[12]

### CBA
- 3-krotny mistrz CBA (2012, 2014, 2015)
- 6-krotny uczestnik meczu gwiazd CBA (2010-2015)
- MVP:
  - CBA (zagraniczny MVP – 2013)
  - meczu gwiazd CBA (2010)
  - finałów CBA (2015)
- Lider CBA w asystach (2010)[13]

### Reprezentacja
- Brązowy medalista  olimpijski (Ateny - 2004)
- Mistrz Ameryki U–18 (1994)
- Uczestnik mistrzostw świata U–19 (1995 - 7.miejsce)

## Statystyki

### NCAA
| Sezon   | Drużyna      | M  | S5 | MPG  | FG%   | 3P%   | FT%   | RPG | APG | SPG | BPG | PPG  |
| ------- | ------------ | -- | -- | ---- | ----- | ----- | ----- | --- | --- | --- | --- | ---- |
| 1995/96 | Georgia Tech | 36 | 0  | 37,4 | 45,7% | 37,0% | 73,8% | 3,1 | 4,5 | 1,8 | 0,1 | 18,9 |
| Razem   |              | 36 | 0  | 37,4 | 45,7% | 37,0% | 73,8% | 3,1 | 4,5 | 1,8 | 0,1 | 18,9 |

### NBA
Na podstawie Basketball-Reference.com (ang.)

#### Sezon regularny
| Sezon   | Drużyna    | M   | S5  | MPG  | FG%   | 3P%   | FT%   | RPG | APG | SPG | BPG | PPG  |
| ------- | ---------- | --- | --- | ---- | ----- | ----- | ----- | --- | --- | --- | --- | ---- |
| 1996/97 | Minnesota  | 67  | 64  | 34,7 | 40,8% | 35,4% | 72,7% | 2,7 | 7,8 | 1,0 | 0,3 | 15,8 |
| 1997/98 | Minnesota  | 82  | 81  | 38,0 | 41,5% | 31,3% | 73,1% | 2,8 | 8,6 | 1,3 | 0,1 | 17,7 |
| 1998/99 | Minnesota  | 18  | 18  | 36,7 | 40,8% | 20,5% | 72,4% | 3,4 | 9,3 | 1,6 | 0,3 | 17,7 |
| 1998/99 | New Jersey | 31  | 31  | 39,8 | 43,9% | 36,7% | 83,2% | 2,6 | 8,7 | 1,0 | 0,1 | 23,4 |
| 1999/00 | New Jersey | 74  | 74  | 38,9 | 43,2% | 28,3% | 81,3% | 3,2 | 8,4 | 1,5 | 0,2 | 22,2 |
| 2000/01 | New Jersey | 67  | 67  | 38,2 | 44,1% | 32,8% | 79,0% | 3,1 | 7,6 | 1,2 | 0,1 | 23,9 |
| 2001/02 | Phoenix    | 82  | 80  | 38,9 | 44,2% | 28,6% | 78,1% | 3,2 | 8,1 | 0,9 | 0,2 | 20,4 |
| 2002/03 | Phoenix    | 81  | 81  | 40,0 | 43,9% | 30,1% | 80,3% | 3,2 | 8,1 | 1,3 | 0,2 | 22,3 |
| 2003/04 | Phoenix    | 34  | 34  | 41,6 | 43,2% | 31,4% | 79,5% | 3,4 | 8,3 | 1,9 | 0,1 | 20,8 |
| 2003/04 | New York   | 47  | 47  | 39,1 | 43,1% | 32,1% | 83,3% | 3,1 | 9,3 | 1,4 | 0,1 | 19,8 |
| 2004/05 | New York   | 82  | 82  | 40,0 | 46,2% | 35,4% | 83,4% | 3,0 | 8,1 | 1,5 | 0,1 | 21,7 |
| 2005/06 | New York   | 60  | 60  | 36,6 | 45,1% | 31,7% | 75,5% | 2,9 | 6,4 | 1,1 | 0,1 | 16,3 |
| 2006/07 | New York   | 74  | 74  | 37,1 | 41,5% | 35,7% | 76,9% | 2,9 | 5,4 | 1,0 | 0,1 | 16,4 |
| 2007/08 | New York   | 24  | 19  | 33,5 | 41,9% | 37,8% | 71,6% | 2,5 | 4,7 | 0,9 | 0,1 | 13,9 |
| 2008/09 | Boston     | 23  | 4   | 18,0 | 34,2% | 24,0% | 46,2% | 1,2 | 3,3 | 0,4 | 0,1 | 3,8  |
| Razem   |            | 846 | 816 | 37,7 | 43,3% | 32,5% | 78,4% | 3,0 | 7,6 | 1,2 | 0,1 | 19,3 |

#### Play-offy
| Sezon | Drużyna   | M  | S5 | MPG  | FG%   | 3P%   | FT%   | RPG | APG | SPG | BPG | PPG  |
| ----- | --------- | -- | -- | ---- | ----- | ----- | ----- | --- | --- | --- | --- | ---- |
| 1997  | Minnesota | 3  | 3  | 39,0 | 40,0% | 30,0% | 60,0% | 4,0 | 7,7 | 0,7 | 0,0 | 21,3 |
| 1998  | Minnesota | 5  | 5  | 41,8 | 30,6% | 28,0% | 78,3% | 3,2 | 7,6 | 2,4 | 0,0 | 13,8 |
| 2003  | Phoenix   | 6  | 6  | 45,3 | 37,5% | 22,7% | 75,8% | 4,0 | 5,7 | 1,2 | 0,0 | 22,0 |
| 2004  | New York  | 4  | 4  | 43,5 | 37,3% | 30,0% | 68,0% | 4,3 | 6,5 | 1,8 | 0,0 | 21,3 |
| 2009  | Boston    | 14 | 0  | 11,9 | 30,3% | 25,0% | 100%  | 0,9 | 1,8 | 0,1 | 0,0 | 3,7  |
| Razem |           | 32 | 18 | 29,3 | 35,5% | 27,3% | 75,0% | 2,6 | 4,6 | 0,9 | 0,0 | 12,6 |